# Palpares aeschnoides
Palpares aeschnoides är en insektsart som först beskrevs av Illiger in Rossi 1807.  Palpares aeschnoides ingår i släktet Palpares och familjen myrlejonsländor. Inga underarter finns listade i Catalogue of Life.